# Priesterseminar Mainz

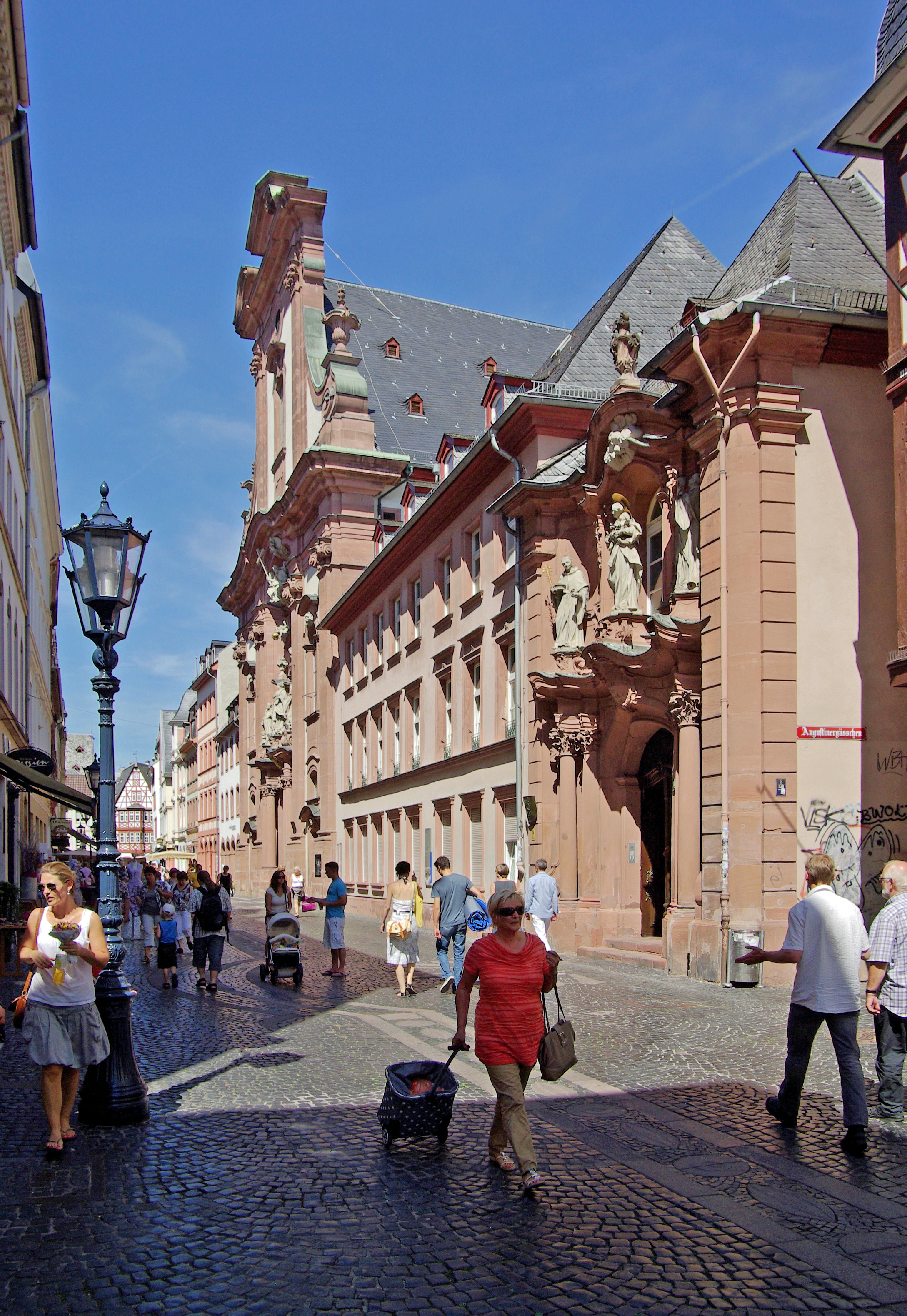
Augustinerstraße 34, die Postadresse des Priesterseminars, im Hintergrund die Seminarkirche.

Das Mainzer Priesterseminar ist die Ausbildungsstätte des römisch-katholischen Bistums Mainz für Priesteramtskandidaten, die keinem Orden angehören.
Die Priesterausbildung findet ergänzend zum Studium der Katholischen Theologie an der Johannes Gutenberg-Universität Mainz statt und soll Bereiche der priesterlichen Ausbildung sicherstellen, die nicht Inhalt wissenschaftlicher Theologie sind.

## Lage
Die Gebäude des Priesterseminars befinden sich in der Mainzer Altstadt, auf dem und um das Gelände des ehemaligen Augustinereremitenklosters von Mainz. Es grenzt südlich an das Augustinergässchen, südwestlich an die Augustinerstraße, nordwestlich an die Grebenstraße und östlich an den Erbacher Hof und die Weintorstraße; das Gelände wird von der Himmelgasse durchquert. In seiner Franziskuskapelle befindet sich das sogenannte Mainzer Gnadenkreuz, ein gotisches Holzkruzifix, das 1542/1543 vom Hl. Petrus Faber besonders verehrt wurde.

## Geschichte
Das Mainzer Priesterseminar geht auf das erste Jesuitenkolleg der Stadt zurück, das erstmals eine akademische Priesterausbildung anbot. Bereits 1561 holte Erzbischof Daniel Brendel von Homburg die Jesuiten nach Mainz, um die Gegenreformation zu bestärken, die durch Professoren wie Johann Dietenberger nicht vorankam. Brendel verschaffte den Jesuiten gegen Widerstände des etablierten Lehrkörpers mehrere Lehrstühle an der Universität. Der Beginn der akademischen Priesterausbildung fiel ins Jahr 1586, in dem Erzbischof Wolfgang von Dalberg Bistum und Erzstift vorstand. Die Bauten der Jesuiten, die mit der Leitung des Seminars betraut wurden, wurden bis zum Einmarsch schwedischer Truppen am 23. Dezember 1631 nahezu völlig zerstört. Bis zur Rückkehr des hohen Klerus unter Anselm Casimir Wambolt von Umstadt 1636 war im schwedisch besetzten Mainz an Priesterausbildung nicht zu denken. Nach dem Dreißigjährigen Krieg wurde das Jesuitenkolleg 1648 niedergelegt.

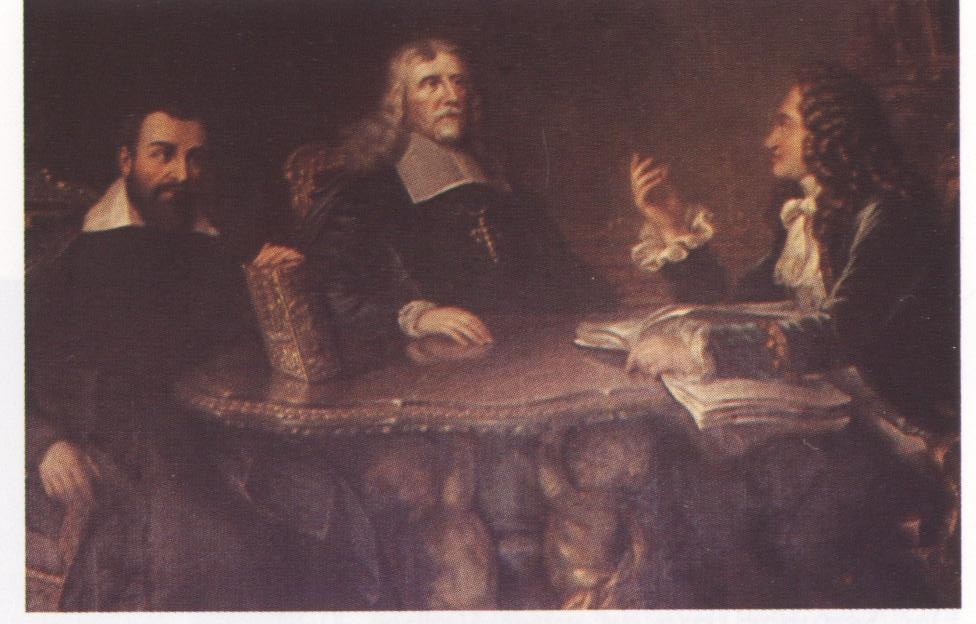
Bartholomäus Holzhauser (links), im Gespräch mit Erzbischof Johann Philipp von Schönborn (Mitte) und König Karl II. von England (rechts). Zeitgenössisches Gemälde.

Es war Johann Philipp von Schönborn, der den finanziellen, kulturellen, religiösen und kirchlichen Wiederaufbau des Erzstifts betrieb. Der ehemalige Schüler des Jesuitenkollegs ließ die „Mainzer“ Seminaristen zunächst am Priesterseminar seines Hochstifts Würzburg ausbilden.
Erst am 7. September 1660 wurde das Priesterseminar von ihm und seinem Großcousin Domdekan Johann von Heppenheim genannt vom Saal neugegründet. Anstelle der Jesuiten wurden 1662 die Bartholomiten, welche sich bereits in Würzburg bewährt hatten, mit der Leitung des Seminars im Kronberger Hof beauftragt. Bartholomäus Holzhauser, der Gründer des „Instituts der in Gemeinschaft lebenden Weltpriester“, war ab 1655 Pfarrer bzw. Dekan in Bingen und Berater des Kurfürsten von Schönborn. Nach der Aufhebung des Jesuitenordens erfolgte 1773 der Umzug des Priesterseminars in das nun leerstehende, größere Jesuitennoviziat.
Als am 29./30. September 1792 eine französische Revolutionsarmee unter dem Kommando des Generals Adam Philippe Custine auf Speyer vorrückte, brach in Mainz Panik aus. Kurfürst Friedrich Karl Joseph von Erthal, das Mainzer Domkapitel und die Adelsfamilien verließen mit ihren Bediensteten die Stadt. 1793 wurde eine säkulare Mainzer Republik gegründet. Mainz wurde Hauptdurchgangslager nach Osten für die französischen Revolutionstruppen. Die organischen Artikel regelten ab 1802 den Umgang mit der Religionsausübung in ganz Frankreich und damit auch in Mayence. Am 10. Januar 1803 wurde das Priesterseminar endgültig durch den französischen Präfekten Jeanbon St. André aufgehoben. Die Gebäude wurden für die Gründung einer École centrale nach Maßgabe des „Comité d'instruction publique“ bestimmt.

### Neustrukturierung und Neuorganisation im 19. Jahrhundert
Bereits im Jahr 1805 wurde Bruno Franz Leopold Liebermann durch den neu eingesetzten Bischof Joseph Ludwig Colmar als Seminarregens zur Neuordnung der Theologenausbildung berufen. Für diese Neugründung stellte die Munizipalität unter Franz Konrad Macké „großzügig“ das geräumige, aber stark beschädigte ehemalige Augustinereremitenkloster als Ausbildungsstätte zur Verfügung. Bischof Colmar stellte seine Mitarbeiter aus dem ihm bekannten Elsässer Zirkel, dem später als Mainzer Kreis bekannten Personenkreis, zusammen.
Durch seine persönlich guten Beziehungen zu Napoleon erreichte Colmar, dass die Wiederherstellung der Gebäude von diesem finanziell unterstützt wurde. Am 30. Oktober 1806 begann die Priesterausbildung mit zehn Alumnen in den Räumen des Seminars. Bischof Colmar bestand auf dem Recht, den Regens und die Professoren selbst zu ernennen.
Der als Pensionär in Speyer wohnhafte Geistliche Damian Hugo Philipp von Lehrbach (1738–1815) hinterließ bei seinem Tod rund 150.000 Gulden, die er dem damals für seine Stadt zuständigen Mainzer Priesterseminar stiftete. 1819 sollte das Geld ausgezahlt werden, was jedoch die bayerische Regierung untersagte, da kurz zuvor das Bistum Speyer neu gegründet worden war und somit auch hier die Einrichtung eines Priesterseminars nötig wurde. Nach längerem Rechtsstreit kam es zu einem Vergleich, wobei das Mainzer Seminar 1844 aus der Lehrbach-Stiftung den Betrag von 60.000 Gulden erhielt, während 90.000 Gulden an das Speyerer Seminar flossen.
Johann Friedrich Heinrich Schlossers Vermächtnis
Eine bedeutende Zuwendung bibliophiler Kostbarkeiten  erhielt das Bistum Mainz durch testamentarische Verfügung des Kaiserlichen Rates Johann Friedrich Heinrich Schlosser, auch Fritz genannt, der seine 35.000 Bände umfassende Bibliothek dem Mainzer Priesterseminar vermachte.
Während der Dauer der Berufung Christoph Moufangs zum Regens des Priesterseminares stand auch diese bedeutende, nun wesentlich erweiterte, Bibliothek des Seminars in Christoph Moufangs Obhut.
Unter der Ägide von Regens Christoph Moufang wurde das Seminar im Kulturkampf von 1877 geschlossen, die Studenten mussten auf das Bischöfliche Lyzeum Eichstätt ausweichen. Die Wiedereröffnung war am 3. November 1887.

### Das 20. Jahrhundert
In den folgenden Jahrzehnten konsolidierte sich das Seminar wieder. 1908 trat Romano Guardini ein, er wurde nach seinem Studium im Mai 1910 zum Priester geweiht. Nach dem Ersten Weltkrieg prägte die französische Besatzung die Geschicke des Priesterseminars. In der Zeit des Nationalsozialismus fanden Repressionen von staatlicher Seite gegen das Seminar statt, im Zweiten Weltkrieg diente es als Quartier für Kriegsflüchtlinge.
1946 wurde die Johannes Gutenberg-Universität Mainz neugegründet. Während die Pastoralausbildung im Priesterseminar verblieb, fanden seitdem viele Vorlesungen an der Universität statt. In der Nachkriegszeit prägte Regens Josef Maria Reuß (bis 1968) durch seine Reform der Priesterausbildung das Mainzer Seminar.

## Regenten
Die nachfolgende Liste zeichnet die Regenten seit der Neugründung unter Bischof Colmar auf:
1. Bruno Franz Leopold Liebermann (1805–1823)
2. Andreas Räß (1823–1829)
3. Markus Fidelis Jäck (1830–1832)
4. Martin Dotzheimer (1832–1835)
5. Markus Adam Nickel (1835–1851)
6. Christoph Moufang (1851–1890)
7. Johann Baptist Holzammer (1890–1903)
8. Georg Heinrich Maria Kirstein (1903)
9. Joseph Blasius Becker (1904–1920)
10. Philipp Jakob Mayer (1920–1922)
11. Joseph Schneider (1922–1928)
12. Ernst Thomin (1928–1945)
13. Josef Maria Reuß (1946–1968)
14. Nikolaus Reinhardt (1969–1984)
15. Rainer Borig (1984–1997)
16. Horst Schneider (1997–2007)
17. Udo Markus Bentz (2007–2017)
18. Tonke (Anton) Dennebaum (2017–2023)[11]
19. Sebastian Lang (2023)
20. Michael Leja (ab 1. April 2024)[12]

## Personen, die am Priesterseminar wirkten
- Matthias Starck (1628–1708), Weihbischof und Regens
- Christoph Nebel (1690–1769), 1733 ernannte ihn Erzbischof Philipp Karl von Eltz-Kempenich zum Präses
- Martin Krautheimer (1790–1869), Professor der Dogmatik
- Heinrich Joseph Himioben (1807–1860), Ökonom und Subregens
- Ludwig Philipp Behlen, Weihbischof und Subregens
- Felix Anton Blau, einer der radikalsten Aufklärer im deutschen Katholizismus, Professor für Dogmatik mit Lehrstuhl an der bischöflichen Universität Mainz und Kanonikus. Zeitweise Subregens des Priesterseminars.
- Heinrich Klee, von 1825 bis 1829 Professor der Exegese und Kirchengeschichte im Mainzer Priesterseminar.
- Heinrich Brück, 1861 Professor am bischöflichen Priesterseminar
- Caspar E. Schieler, lehrte ab 1887 Liturgik und ab 1890 Moraltheologie und Homiletik; um 1895 Amtsverzicht
- Heinrich Pesch, 1892 bis 1900 Spiritual
- Albert Stohr, lehrte ab 1925 Kirchengeschichte, Homiletik und später Dogmatik
- Nikolaus Adler, 1935 Assistent, ab Ostern 1936 Lehrauftrag Exegese, 1943 zum Prosynodalexaminator ernannt
- Eckehart Wolff, Ökonom (1960) und Subregens (1963)
- Günter Duffrer, nach 1964 Dozent für Pastoralliturgie für Gemeindepastoral und Religionspädagogik
- Werner Guballa, Subregens und Ökonom des Priesterseminars
- Ulrich Neymeyr, Subregens und Ökonom des Priesterseminars
- Michael Schulz, Assistent der Hausleitung
- Bardo Weiß, Spiritual